# Fernando Debas
Fernando Juan Bautista Debas y Dujant (Moulins, 31 de agosto de 1842-Madrid,  21 de junio de 1914) fue un fotógrafo francés instalado en España.

## Biografía
Tras aprender fotografía en su ciudad natal y trabajar en Angouleme, Cognac y Libourne, se instala junto a su hermano Edgardo Debas en Madrid, aunque muy pronto sus estudios se separarán.
Como fotógrafo trabajó en Madrid entre 1872 y 1902 y se dedicó fundamentalmente al retrato de estudio, siendo su establecimiento primero en la calle del Príncipe 22 y más tarde en la calle Alcalá 31, uno de los más afamados de la capital, a lo que contribuyó su calidad de primer fotógrafo real.
Casado con Francisca Moullette no tuvo descendencia. En 1887 adquirió el balneario de Caldeliñas y el manantial de Sousas, en Verín, haciendo allí importantes inversiones y comercializando sus aguas, una actividad que continuó hasta su muerte. 

## Obra fotográfica
Fernando Debas representa como ningún otro al fotógrafo de éxito del momento, el de los grandes estudios cuyos propietarios alcanzaron una gran  prosperidad pero cuyos parámetros estaban llamados a desaparecer con el cambio de siglo. Además de los retratos reales, su estudio fotografió a lo más granado de la sociedad madrileña, acabando el propio fotógrafo integrado en la alta sociedad de la villa.